# Trichogramma papilionidis
Trichogramma papilionidis är en stekelart som beskrevs av Gennaro Viggiani 1972. Trichogramma papilionidis ingår i släktet Trichogramma och familjen hårstrimsteklar.
Artens utbredningsområde är Angola. Inga underarter finns listade i Catalogue of Life.